# Североизточна земя
Североизточна земя (на норвежки: Nordaustlandet) е остров в Северния ледовит океан, втори по големина в норвежкия архипелаг Свалбард. Разположен е в североизточната част на архипелага. Площ 14 443 km². На югозапад протока Хинлопен го отделя от най-големия остров Шпицберген, а на югоизток протока Ерик Ериксен – от островите Земя крал Карл. Западните, северозападните и северните му брегове са силно разчленени от заливи (най-голям Норденшелд) и фиорди (Валенбергфиорд, Дусефиорд и др.). Релефът е платовиден с височина до 637 m почти цялостно е покрит с дебела ледена шапка с площ 11 135 km². Ледената шапка се състои от редица купули с максимална дебелина на леда 564 m. Участъците свободни от лед са заети от полярна тундра, в която виреят основно мъхове и лишеи. На сушата обитават северни елени, а по крайбрежието – моржове и бели мечки. Няма постоянни населени места. През 2009 г. полярна експедиция посещава острова отплавайки до мястото, наречено Кинвика, точно в устието на Хинлопенстретет, в западната част на острова. Хвърлили котва в спокойното пристанище. Направени са екологично и геоложко проучване на фиордите на Шпицберген и Североизточна земя, измерване на околната среда, шум, генериран от топенето на ледниците (фиорд Хорнсунд и залив Кинвика – 80°N). В станцията Кинвика постоянно има около 3-4 души полярни изследователи.
Остров Североизточна земя е открит през 1613 г. от английския полярен мореплавател Томас Едж.

Метеорологична станция Хаудеген
По време на германската окупация на Норвегия през Втората световна война, единадесет германски войници са изпратени в Нордаустландет (Североизточна земя) през август 1944 г., за да докладват за времето. По-късно те научават за безусловната капитулация на нацистите по радиото и призовават за транспорт до дома, но не получават никакъв отговор, докато месеци по-късно Норвегия изпраща китолов, за да ги спаси.
Това е мястото на последното известно предаване на въоръжените германски сили по време на Втората световна война. Това е метеорологичната станция на германската операция Хаудеген. Капитулацията е настъпила приблизително на 4 септември 1945 г. Близо четири месеца след официалната капитулация на Германия на 7 май 1945 г. Последното предадено оръжие е пистолет Luger, предаден от Вилхелм Деге на норвежки капитан.